# Parrya asperrima
Parrya asperrima är en korsblommig växtart som först beskrevs av Boris Fedtjenko, och fick sitt nu gällande namn av Mikhail Grigoríevič Popov. Parrya asperrima ingår i släktet Parrya och familjen korsblommiga växter. Inga underarter finns listade i Catalogue of Life.